# Tor Borong
Tor Paul Henrik Borong, född 19 november 1886 i Katarina församling, Stockholm, död där 5 september 1967 i Sankt Görans församling, var en svensk skådespelare och inspicient.
Borong var hela tiden knuten till Svensk Filmindustri där han också var inspicient vid ateljéerna i Filmstaden. Han gick i pension 1959.
Borong var gift med skådespelaren och sångaren i duon Duo jag, Carla Wiberg (1901–1986). De är begravda på Norra begravningsplatsen utanför Stockholm.

## Filmografi (i urval)
- 1917 – Tösen från Stormyrtorpet
- 1925 – Karl XII del II
- 1927 – Spökbaronen
- 1928 – Svarte Rudolf
- 1929 – Konstgjorda Svensson
- 1930 – För hennes skull
- 1931 – Skepparkärlek
- 1931 – En natt
- 1931 – Falska miljonären
- 1932 – Landskamp
- 1932 – Vi som går köksvägen
- 1933 – Den farliga leken
- 1933 – Giftasvuxna döttrar
- 1934 – Uppsagd
- 1935 – Järnets män
- 1935 – Ebberöds bank
- 1935 – Swedenhielms
- 1936 – 33.333
- 1937 – Katt över vägen
- 1939 – Landstormens lilla Lotta
- 1944 – Hans officiella fästmö
- 1944 – Dolly tar chansen
- 1946 – Kristin kommenderar
- 1947 – Pappa sökes
- 1947 – Det kom en gäst
- 1947 – Rallare
- 1947 – Tösen från Stormyrtorpet
- 1949 – Svenske ryttaren
- 1949 – Greven från gränden
- 1949 – Pappa Bom
- 1950 – Sånt händer inte här
- 1951 – Elddonet
- 1953 – Sommaren med Monika
- 1953 – Dansa min docka
- 1953 – Vägen till Klockrike
- 1956 – Främlingen från skyn
- 1957 – Det sjunde inseglet
- 1958 – Lek på regnbågen
- 1958 – Ansiktet
- 1960 – Jungfrukällan
- 1962 – Vita frun
- 1963 – Det är hos mig han har varit
- 1963 – Den gula bilen

## Teater

### Roller (ej komplett)
| År   | Roll | Produktion                                   | Regi          | Teater                  |
| ---- | ---- | -------------------------------------------- | ------------- | ----------------------- |
| 1911 |      | Den stora utstyrselrevyn 1911                |               | Anton Salmsons sällskap |
| 1911 |      | Krigarliv, revy Emil Norlander               | Justus Hagman | Kristallsalongen        |
| 1911 |      | Pippi, revy Otto Hellkvist och Oscar Hemberg |               | Kristallsalongen        |

### Fotnoter
1. ↑  ”Tor Borong”. Svensk Filmdatabas. https://www.svenskfilmdatabas.se/sv/item/?type=person&itemid=58843. Läst 20 oktober 2012.
2. ↑  Svenska Dagbladet, 8 september 1967, sid.30
3. ↑  Dagens Nyheter, 16 september 1991, sid. 16
4. ↑  Tor Borong, SvenskaGravar
5. ↑  Karla Borong, SvenskaGravar
6. ↑  ”Sölvesborg: Sölvesborgs teater”. Sölvesborgstidningen:  s. 2. 16 mars 1908. https://tidningar.kb.se/sb4k39h44jngc1f/part/1/page/2. Läst 9 augusti 2025.
7. ↑  ”Namn och nytt”. Dagens Nyheter:  s. 7. 16 maj 1911. http://arkivet.dn.se/arkivet/tidning/1911-05-16/14733/7. Läst 19 juli 2015.
8. ↑  Justillo (30 juli 1911). ”Kristallsalongens nya revy”. Aftonbladet:  s. 8. https://tidningar.kb.se/j2vzn4zv4bsmn97/part/1/page/8. Läst 21 april 2024.